# Gobierno de José María Vargas
El gobierno de José María Vargas fue electo a través de elecciones indirectas, siendo nombrado por el Congreso Nacional, y sucediendo al primer gobierno de José Antonio Páez en 1835. Fue el segundo gobierno constituido de la república, después de la separación de Venezuela de la Gran Colombia, y debería haber durado hasta 1839, pero no fue concluido.
Vargas había sido detenido, derrocado y exiliado previamente durante la Revolución de las Reformas de 1835, la primera vez que se rompió el hilo constitucional. Después de reasumir el poder con ayuda de Páez, Vargas renunció en 1836.

## Elecciones
José María Vargas, un intelectual respetado en Caracas y el resto de la nación que había sido rector de la Universidad de Caracas, fue convencido de aceptar una postulación para las elecciones de 1835, en un contexto de desconfianza civil hacia el estilo y los planes militares para la república, a pesar de insistir en numerosas ocasiones que no era el hombre idóneo para el cargo.
Vargas le ganó al caudillo José Antonio Páez, resultando en la primera transición pacífica de la historia y la primera vez que gobernaba un civil, en este caso, un médico, profesor y escritor. Vargas asumió el 9 de febrero de 1835.

## Gabinete
El exsecretario del Interior, Justicia y Policía de Páez, Antonio Leocadio Guzmán, volvió para ejercer su cargo hasta la Revolución de las Reformas en 1835, cuando fue apartado del cargo por sospechas relativas a su lealtad.

## Gobierno

### Revolución de las Reformas
El 8 de julio de 1835 Vargas fue detenido en su casa, imposibilitado de recibir visitas, debido a la Revolución de las Reformas, un movimiento donde participaron Santiago Mariño, Diego Ibarra, Pedro Briceño Méndez y José Tadeo Monagas, que quería reformar la Constitución de 1830 y lograr su renuncia para restituir el poderío de los militares en la república. Estos habían luchado en la independencia y creían que por este hecho tenían derecho a gobernar y participar también en las decisiones nacionales, lo que fue interrumpido con la llegada de Vargas. La revolución le negó inicialmente la renuncia a Vargas, derrocándolo posteriormente y enviándolo al exilio en Saint Thomas.
Vargas había facultado a Páez como comandante del ejército y este sofocó el levantamiento, restituyendo a Vargas. Después de esto se emitió un decreto de penas para los rebeldes, que la sociedad consideró injusto, pidiendo su anulación. A pesar de esto, varios de estos, incluido Mariño, fueron expulsados a las Antillas.

### Renuncia de Vargas
El clima político en el país continuó siendo difícil. La renuncia de Vargas fue aceptada por el Congreso el 24 de abril de 1836, y desde ese momento reanudó sus actividades pedagógicas e intelectuales, alejándose de la política.